# Francisco Cabañas
Francisco Cabañas Prado (22. januar 1912 – 26. januar 2002) var en mexicansk bokser som deltog i de olympiske lege 1932 i Los Angeles.
Cabañas vandt en sølvmedalje i boksning under OL 1932 i Los Angeles. Han kom på en andenplads i vægtklassen, fluevægt. I finalen tabte han til ungarske István Énekes. Der var tolv boksere fra tolv lande som stillede op i disciplinen som blev afviklet fra den 9. til 13. august 1932.